# Gotinga (distrito)
Gotinga é um distrito (Landkreis) da Alemanha localizado no estado de Baixa Saxônia.

## Cidades e Municípios
| Cidades: 1. Duderstadt 2. Gotinga 3. Hann. Münden | Municípios (livres): 1. Adelebsen 2. Bovenden 3. Friedland 4. Gleichen 5. Rosdorf 6. Staufenberg |

Samtgemeinden (com seus municípios membros):
* Sede da administração
| - 1. Samtgemeinde Dransfeld 1. Bühren 2. Dransfeld, cidade * 3. Jühnde 4. Niemetal 5. Scheden | - 2. Samtgemeinde Gieboldehausen 1. Bilshausen 2. Bodensee 3. Gieboldehausen * 4. Krebeck 5. Obernfeld 6. Rhumspringe 7. Rollshausen 8. Rüdershausen 9. Wollbrandshausen 10. Wollershausen | - 3. Samtgemeinde Radolfshausen 1. Ebergötzen * 2. Landolfshausen 3. Seeburg 4. Seulingen 5. Waake |